# Асія Д'Амато
Асія Д'Амато (італ. Asia D'Amato; нар. 7 лютого 2003, Генуя, Італія) — італійська гімнастка. Призерка чемпіонату світу в опорному стрибку та в команді.

## Біографія
Має сестру-близнючку Алісу, яка також займається гімнастикою. Відвідувала секцію акробатичних танців, де тренер порекомендував спробувати спортивну гімнастику.

## Спортивна кар'єра
Тренується в Міжнародній академії в Брешія, Італія, у Енріко Каселло, Моніки Бергамеллі, Марко Камподоніко.

#### 2019
У квітні на чемпіонаті Європи у фіналі в опорному стрибку посіла четверте місце.
На дебютному чемпіонаті світу в Штутгарті, Німеччина, разом з Дезіре Карофігліо, Елісою Іоріо, Джорджією Вілла та сестрою Алісою Д'Амато в командних змаганнях сенсаційно здобули бронзові нагороди, що стало повторенням найкращого результату італійської збірної в командних змаганнях з чемпіонату світу 1950 року, крім того, здобули командну олімпійську ліцензію на Олімпійські ігри 2020 у Токіо, Японія. До фіналів в окремих видах не кваліфікувалась.

## Результати на турнірах
| Рік  | Змагання         | КБ | ІБ | Опорний стрибок | Різновисокі бруси | Колода | Вільні вправи |
| ---- | ---------------- | -- | -- | --------------- | ----------------- | ------ | ------------- |
| 2019 | Чемпіонат Європи |    |    | 4               |                   |        |               |
| 2019 | Чемпіонат світу  | 3  |    |                 |                   |        |               |
| 2020 | Чемпіонат Італії |    | 1  | 1               | 3                 | 3      | 2             |
| 2021 | Чемпіонат Італії |    | 2  |                 |                   |        |               |
| 2021 | Олімпійські ігри | 4  | 34 |                 | 26                | 29     | 76            |
| 2021 | Чемпіонат світу  |    | 12 | 2               |                   |        |               |
| 2022 | Чемпіонат Європи | 1  | 1  | 2               |                   |        |               |